# Iglbach (Ortenburg)
Iglbach war der Name einer Gemeinde, die im Landkreis Vilshofen existierte. Ihr Gebiet gehört heute zum Markt Ortenburg im Landkreis Passau.

## Geographie
Das ehemalige Gemeindegebiet bestand aus den beiden Orten Oberiglbach und Unteriglbach. Beide Orte liegen nordwestlich von Ortenburg. Durch den Ortsteil Unteriglbach führt die Staatsstraße St 2117. 

## Geschichte
Der Name Iglbach taucht zum ersten Mal in einer Urkunde aus der Mitte des 12. Jahrhunderts auf. Dort wird ein Altman de igilpach erwähnt. Die Unterscheidung von Ober- und Unteriglbach gibt es erst im 14. Jahrhundert.
1808 wurde der Steuerdistrikt Iglbach im Landgericht Vilshofen gebildet. Mit dem zweiten Gemeindeedikt von 1818 entstanden die Gemeinden Oberiglbach und Unteriglbach, die im Jahr 1821 zur 41 Ortsteile umfassenden Gemeinde Iglbach zusammengelegt wurden.
Die Gemeinde Iglbach schloss sich am 1. Oktober 1970 mit der Nachbargemeinde Söldenau zur neuen Gemeinde Wolfachau zusammen. Diese Gemeinde wurde im Zuge der Gemeindegebietsreform in Bayern am 1. Mai 1978 aufgelöst und in den Markt Ortenburg eingegliedert.